# Crackdown
Crackdown (chamado ライオットアクト(Riot Act) no Japão) é um jogo eletrônico de ação urbana lançado em 20 de fevereiro de 2007 para o Xbox 360. Desenvolvido pela Realtime Worlds e publicado pela Microsoft, o jogo foi criado por David Jones, o mesmo criador de Grand Theft Auto e Lemmings. O jogo tem múltiplos reviews.

## Enredo
Em Crackdown os jogadores atuam no papel de Agentes, uma série de clones de super-humanos desenvolvidos por um sindicato de organizações da lei conhecido somente por Agência. A missão dos Agentes é destruir três organizações de crime que controlam a metrópolis futurista de Pacific City: os de origem centro-americana Los Muertos, os europeus do leste  The volk e os asiáticos do leste Shai-Gen.